# Balatonfőkajár
Balatonfőkajár is een plaats (község) en gemeente in het Hongaarse comitaat Veszprém. Balatonfőkajár telt 1465 inwoners (2001).